# Sulcis-Archipel
Der Sulcis-Archipel (italienisch Arcipelago del Sulcis) ist eine Inselgruppe vor der Südwestküste Sardiniens. Administrativ gehören die Inseln zur italienischen Provinz Sulcis Iglesiente der Autonomen Region Sardinien.

## Geographie
Die Insel Sant’Antioco mit einer Fläche von 109 km² und die Insel San Pietro mit einer Fläche von 51 km² sind die Hauptinseln des Sulcis-Archipels.
Zum Archipel gehören auch kleinere unbewohnte Inseln wie die Isola la Vacca und die Isola il Toro südlich von Sant’Antioco sowie die Isola del Como, Isola del Vinagra, Isola del Stea und Isolotto di Capo Rosso, die sich westlich und nordwestlich von San Pietro befinden. Die bewohnte Inseln Piana und die unbewohnte Isola dei Ratti befinden sich nordöstlich von San Pietro.

## Geschichte
Die Geschichte des Archipels ist unmittelbar mit ihrer bedeutendsten Stadt Sant’Antioco verbunden. Die Stadt wurde im 8. Jahrhundert vor Christus von den Phöniziern als Solki gegründet, bevor sie im 6. Jahrhundert v. Chr. eine karthagische Kolonie wurde. Der römische Name der Stadt Sulcis war namengebend für den gesamten Archipel.